# Hannah Marks
Hannah Gayle Marks (Santa Monica, 13 aprile 1993) è un'attrice, regista, sceneggiatrice e produttrice cinematografica statunitense, nota soprattutto per il ruolo di Amanda Brotzman nella serie televisiva Dirk Gently - Agenzia di investigazione olistica.

## Filmografia

### Attrice

#### Cinema
- Ammesso (Accepted), regia di Steve Pink (2006)
- The Runaways, regia di Floria Sigismondi (2010)
- The Amazing Spider-Man, regia di Marc Webb (2012)
- 1000 to 1: The Cory Weissman Story, regia di Mike Levine (2014)
- Anesthesia, regia di Tim Blake Nelson (2015)
- Southbound - Autostrada per l'inferno, regia di Roxanne Benjamin
- Punk's Dead, regia di James Merendino (2016)
- Improbabili amiche (Banana Split), regia di Benjamin Kasulke (2018)
- Daniel Isn't Real, regia di Adam Egypt Mortimer (2019)

#### Televisione
- Numb3rs – serie TV, episodio 2x08 (2005)
- Criminal Minds – serie TV, episodio 1x21 (2006)
- Private Practice – serie TV, episodio 1x05 (2007)
- Ugly Betty – serie TV, episodio 2x11 (2008)
- Weeds – serie TV, 7 episodi (2008-2009)
- FlashForward – serie TV, 3 episodi (2010)
- Saving Grace – serie TV episodio 3x14 (2010)
- Terapia d'urto (Necessary Roughness) – serie TV, 29 episodi (2011-2013)
- Grimm – serie TV, episodio 1x10 (2012)
- The Client List - Clienti speciali (The Client List) – serie TV, 2 episodi (2013)
- Castle – serie TV, episodio 6x15 (2014)
- Law & Order - Unità vittime speciali (Law & Order: Special Victims Unit) – serie TV, episodio 16x05 (2014)
- Diario di una nerd superstar (Awkward) – serie TV, 6 episodi (2014-2015)
- Dirk Gently - Agenzia di investigazione olistica (Dirk Gently's Holistic Detective Agency) – serie TV, 18 episodi (2016-2017)
- The Real O'Neals – serie TV, 3 episodi (2016)

### Regista
- Two Dollar Bill (2016) - cortometraggio
- Katie Goes to College (2016) - cortometraggio
- BearGirl (2017) - cortometraggio
- After Everything (2018)
- Tartarughe all'infinito (Turtles All the Way Down) (2024)

### Sceneggiatrice
- Two Dollar Bill, regia di Hannah Marks (2016) - cortometraggio
- Katie Goes to College, regia di Hannah Marks (2016) - cortometraggio
- BearGirl, regia di Hannah Marks (2017) - cortometraggio
- Improbabili amiche (Banana Split), regia di Benjamin Kasulke (2018)
- After Everything, regia di Hannah Marks (2018)

### Produttrice
- Two Dollar Bill, regia di Hannah Marks (2016) - cortometraggio
- Katie Goes to College, regia di Hannah Marks (2016) - cortometraggio
- BearGirl, regia di Hannah Marks (2017) - cortometraggio
- Assholes, regia di Peter Vack (2017)
- Improbabili amiche (Banana Split), regia di Benjamin Kasulke (2018)
- Dinner in America, regia di Adam Rehmeier (2020)

## Doppiatrici italiane
Nelle versioni in italiano delle opere in cui ha recitato, Hannah Marks è stata doppiata da:
- Erica Necci in FlashForward
- Virginia Brunetti in Castle
- Martina Tamburello in Anesthesia
- Veronica Puccio in Dirk Gently - Agenzia di investigazione olistica